# Храмцово (Свердловская область)
Храмцово — село в Слободо-Туринском районе Свердловской области России, входит в состав муниципального образования «Слободо-Туринское сельское поселение». 

## Географическое положение
Деревня Храмцово муниципального образования «Слободо-Туринского района» Свердловской области расположено в 7 километрах (по автотрассе в 10 километрах) к северо-западу от села Туринская Слобода, на правом берегу реки Тура. В деревне было расположено озеро-старице Храмцовское. В окрестностях деревни, в 1 километре к востоку от автотрассы Туринская Слобода – Туринск.

## История села
В настоящее время село входит в состав муниципального образования «Слободо-Туринское сельское поселение».

## Население
| 2002 | 2010 | 2021 |
| ---- | ---- | ---- |
| 494  | ↘430 | ↘360 |